# 미셸 무통
미셸 무통(프랑스어: Michèle Hélène Raymonde Mouton 미셸 엘렌 레몽 무통[*], 1951년 6월 23일 ~ )은 프랑스의 전직 랠리 드라이버이다. 아우디 팩토리 팀 소속으로 월드 랠리 챔피언십에서 경쟁하였으며, 랠리 4회 우승 및 1982년 챔피언십 2위를 차지했다.
무통은 랠리 코드라이버로 데뷔하였으나 이내 드라이버로 옮겼으며, 프랑스 국내 경기에서 알핀 A110에 탑승하여 참여했다. 1975년 르망 24시 2L 프로토타입 클래스에서 우승했다. 1977년 피아트 프랑스와 계약하고 유럽 랠리 챔피언십에서 베르나르 다르니쉬에 이은 2위를 기록했다. 1978년 투르 드 프랑스 오토모빌에서 우승하였다.
1982년 월드 랠리 챔피언십에서 포르투갈, 브라질, 그리스 랠리에서 우승하며 발터 뢰를에 이은 2위를 기록하여 아우디에게 첫 제조사 우승을 안겼다. 이듬해 1983년 챔피언십에서는 5위를 기록하였다. 1985년 미국 파이크스 피크 국제 힐클라임에서 기록을 세우며 우승하였다. 1986년 푸조 스포트로 옮겨 독일 랠리 챔피언십에서 우승하여 주요 랠리 챔피언십 대회에서 우승한 최초의 여성이 되었다. 그룹 B 슈퍼카들이 랠리에서 퇴출되면서 무통도 랠리에서 은퇴하였다. 1988년 국제 모터스포츠 대회인 레이스 오브 챔피언스를 공동창립했다. 무통은 2010년 국제 자동차 연맹 여성과 모터스포츠 위원회(Women & Motor Sport Commission)의 첫 회장이 되었으며, 2011년 월드 랠리 챔피언십 관리자로 일했다.

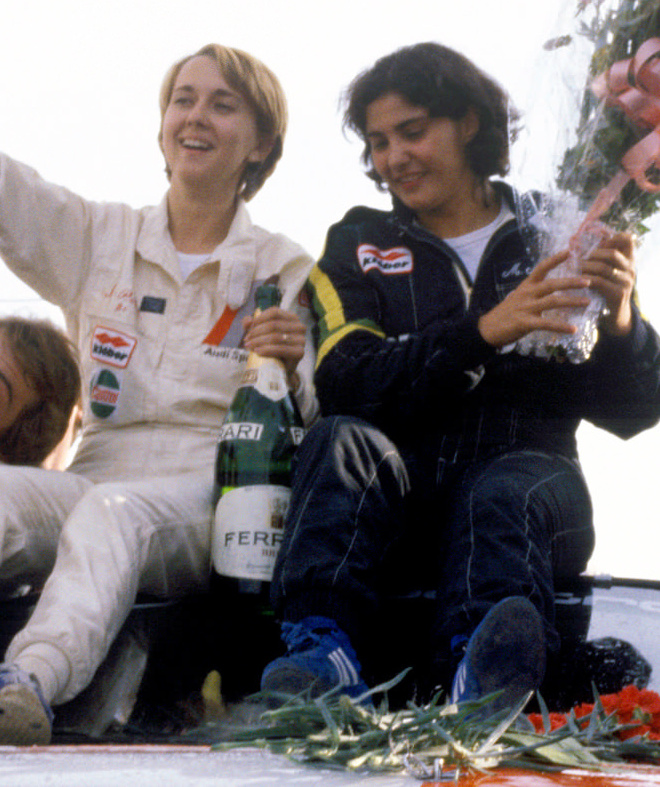
1981년 산레모 랠리에서 첫 랠리 우승을 기념하는 무통(오른쪽)과 폰스

## WRC 우승
| Nº    | 연도 | 랠리              | 코드라이버      | 차량          |
| ----- | ---- | ----------------- | --------------- | ------------- |
| 1.    | 1981 | 랠리 산레모       | 파브리치아 폰스 | 아우디 콰트로 |
| 2.    | 1982 | 포르투갈 랠리     | 파브리치아 폰스 | 아우디 콰트로 |
| 3.    | 1982 | 아크로폴리스 랠리 | 파브리치아 폰스 | 아우디 콰트로 |
| 4.    | 1982 | 브라질 랠리       | 파브리치아 폰스 | 아우디 콰트로 |
| 출처: |      |                   |                 |               |